# Rolfidium
Rolfidium is een geslacht van korstmossen behorend tot de familie Ramalinaceae. De typesoort is Rolfidium peltatum.

## Soorten
Volgens Index Fungorum bevat het geslacht drie soorten (peildatum januari 2024):
| Soortnaam               | Auteur(s)                                             | Publicatiejaar |
| ----------------------- | ----------------------------------------------------- | -------------- |
| Rolfidium bumammum      | (Nyl.) Kistenich, Timdal, Bendiksby & S. Ekman        | 2018           |
| Rolfidium nigropallidum | (Nyl. ex Hue) Kistenich, Timdal, Bendiksby & S. Ekman | 2018           |
| Rolfidium peltatum      | Moberg                                                | 1986           |